# Grätzlpolizei

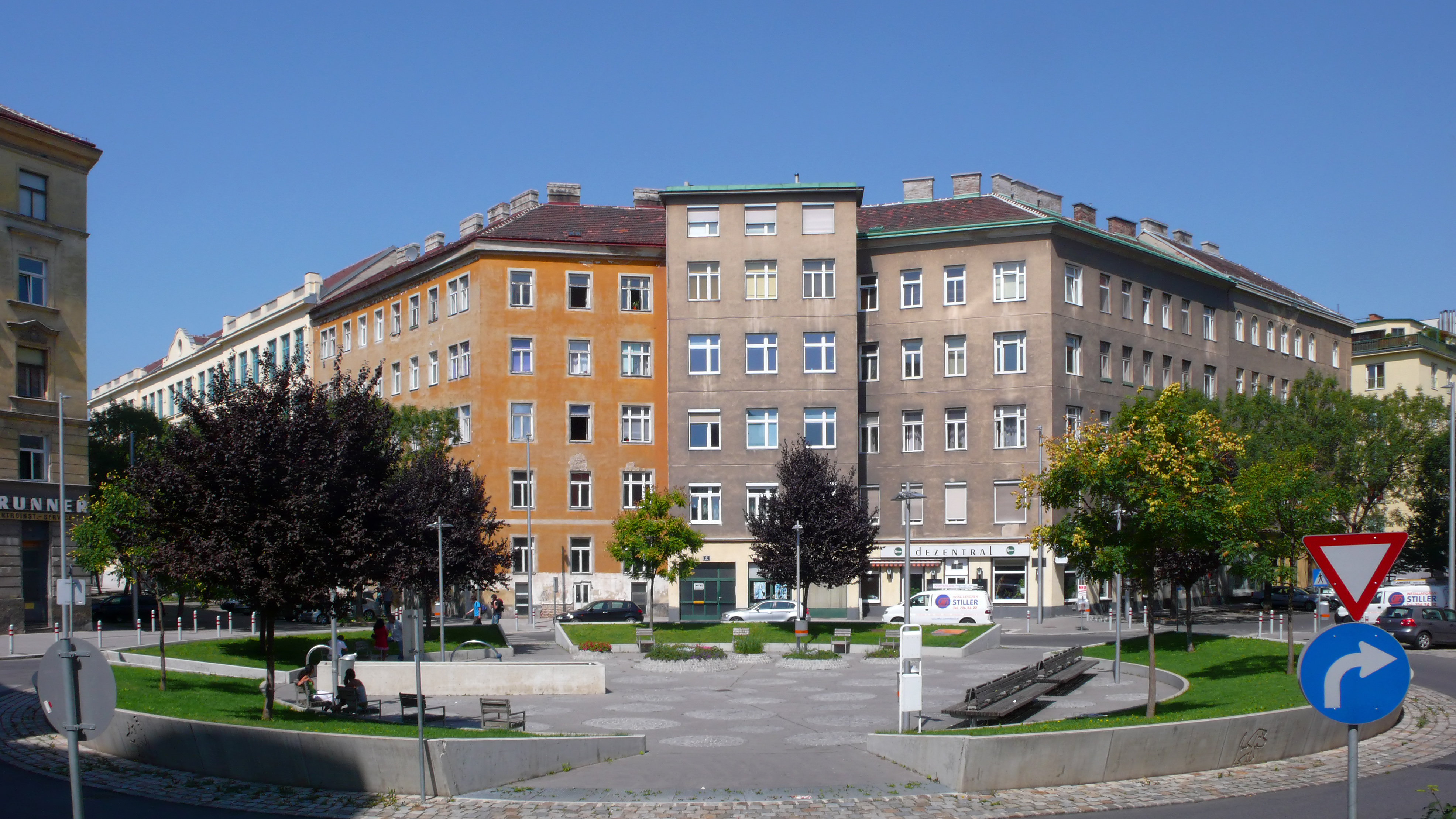
Das Stuwerviertel ist ein Grätzl im Wiener Bezirk Leopoldstadt

Grätzlpolizei ist die – auch offizielle – Bezeichnung für Wiener Polizisten, die sich speziell um die Betreuung von sogenannten Grätzln kümmern. Dieser eher umgangssprachliche Begriff bezeichnet die Bezirksteile der österreichischen Bundeshauptstadt Wien, ist aber auch in Niederösterreich verbreitet. Er ist mit dem Begriff Stadtviertel oder dem schweizerischen Quartier vergleichbar.
Grätzl haben meist einen oder mehrere viel frequentierte, markante Anlaufpunkte, beispielsweise einen Marktplatz, eine Bankzweigstelle oder einen Supermarkt.
Ab 1. August 2016 lief der Einsatz dieser „Polizeieinheit“ probeweise in den Wiener Gemeindebezirken Meidling, Hietzing, Ottakring, Hernals, Währing, Döbling, Donaustadt und Liesing. Im Jahr 2017 wurde der Einsatz auf ganz Wien ausgeweitet. Die Einheit umfasst etwa 100 Polizeibeamte. Sie widmen sich ganz dem Einsatz als Grätzlpolizisten, wo sie sich besonders gut auskennen. Geleitet und koordiniert wird die Einheit von 23 Sicherheitskoordinatoren, die jeweils für einen Stadtbezirk zuständig sind. Die Hauptaufgabe ist laut dem damaligen Wiener Bürgermeister Michael Häupl die Erhöhung des subjektiven Sicherheitsgefühls.
Der Hauptkritikpunkt ist die Befürchtung, dass die Grätzlpolizei zum Denunziantentum verführe und an eine Blockwartmentalität anknüpfe.